# Ed King
 Edward Calhoun King (Glendale, Califórnia, 14 de setembro de 1949 - Nashville, 23 de agosto de 2018) foi um guitarrista estadunidense. Foi integrante das bandas Strawberry Alarm Clock (rock psicadélico) e Lynyrd Skynyrd (Southern rock).
King era um dos membros fundadores do Strawberry Alarm Clock, formado em Los Angeles em meados dos anos de 1960. O maior sucesso da banda foi a canção que King co-escreveu, "Incenso e Peppermints" (juntamente com o tecladista Mark Weitz, que não recebu os créditos). A canção chegou ao 1º lugar na Billboard Hot 100, em Outubro de 1967.
Leon Wilkeson saiu brevemente do Skynyrd, e neste meio tempo e Ronnie Van Zant lembrou-se de Ed King, ainda da turnê com o Strawberry Alarm Clock. Ed foi convocado para o contrabaixo. Depois, quando retornou, Leon encontrou a formação do Skynyrd estabelecida com nada menos que três guitarristas, imprimindo aquela que seria uma das principais características da banda: o furioso ataque de três guitarras solo. 
O músico morreu em sua casa, em Nashville, aos 68 anos de idade, depois de ter lutado contra um cancro.